# ミツペ・ラモン

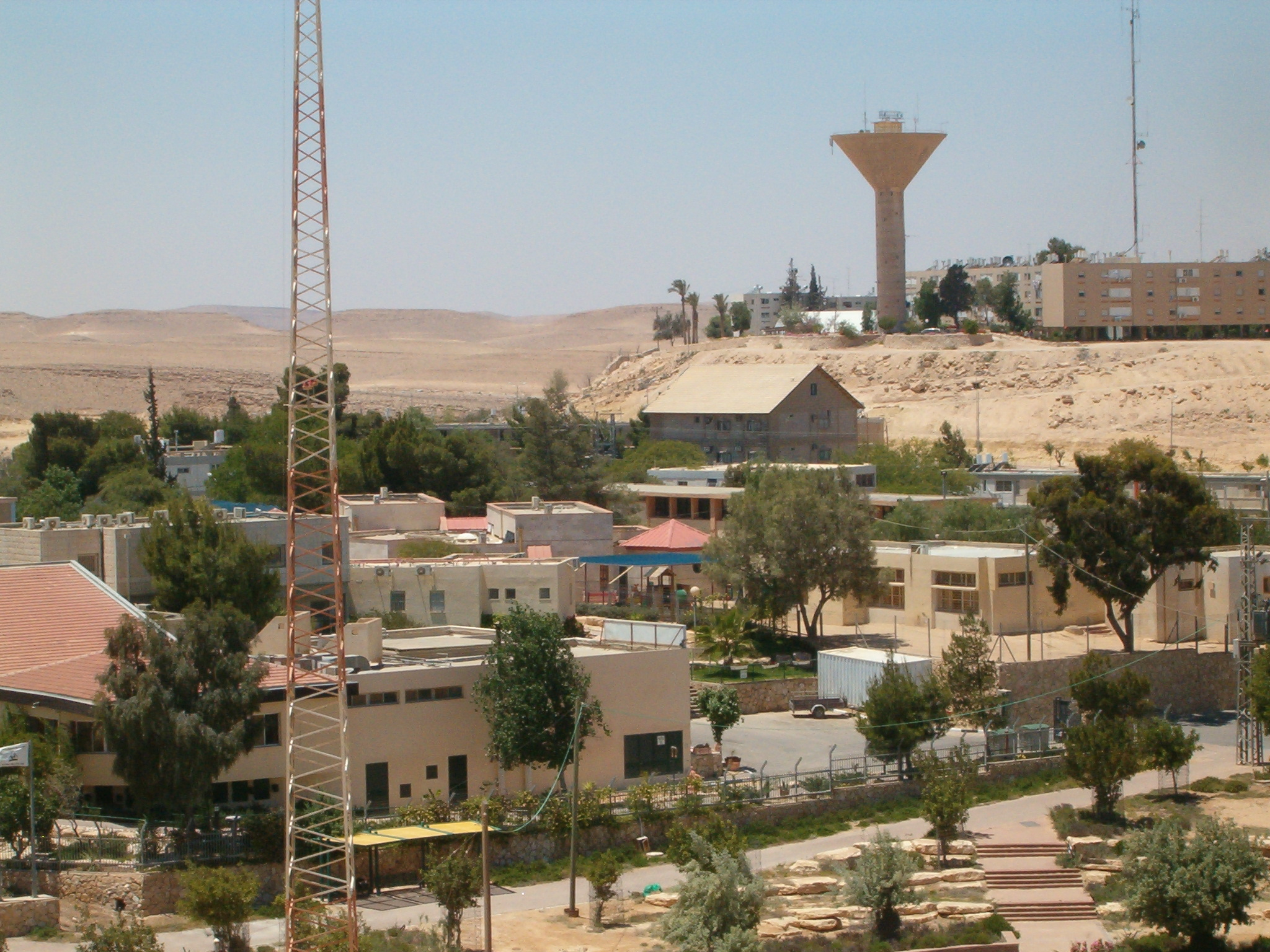
街並み

ミツペ・ラモン（ヘブライ語: מִצְפֵּה רָמוֹן、英: Mitzpe Ramon、ラモン望楼の意）は、イスラエルのネゲヴ砂漠にある町。ラモン・クレーターの北の稜線、標高800m地点に位置する。このクレーターはヘブライ語ではマクテシュと呼ばれる。隕石の衝突によるものではなく、浸食作用による円形の谷である。世界でもネゲヴ砂漠に特有で、長さ45km、幅は8kmに及ぶ。
2008年時点の人口は5500人。元イスラエル国防相アミール・ペレツの妹のフローラ・ショシャンが市長を務めており、彼女の夫のサミ・ショシャンもまた市長だった。

## 地理
夏はカラッとした暑さになり、冬は寒いが、雪は数年に一度しか降らない。

## 歴史
ミツペ・ラモンはもともと1951年にエイラートへの道を拓く労働者の野営地として建設された。1960年代になると北アフリカやルーマニアから最初の永住者がやってきて、ネゲヴ砂漠で最南端の開拓地になった。エイラートから北へ伸びる道沿いに位置し交通の便もよく、近くには軍事基地や石灰と石膏の採掘場が数箇所あったから建設されたが、現在では街の失業率は国内で最高水準にある。ラモン空軍基地など、1万人以上の兵士が駐留する数箇所の軍事基地が街を取り囲むように位置している。また、街の5km西にはワイズ天文台がある。
ミツペ・ラモンの開発は1960年代後半に90号線が開通したことで悪影響を受けた。このハイウェイの開通により、エイラートから北へ向かう車はミツペ・ラモンを迂回して通るようになった。しかし、1990年代半ばからエコツーリズムへの関心が高まり、40号線が改良されたことも手伝ってエイラートからの風光明媚な道として40号線が使われることも増えてきた。
1990年代後半になると市街に屋内プール付きのホテルがオープンした。また、ラモン・クレーターを見下ろす場所にビジターセンターがオープンし、クレーターまで徒歩で4、5時間で行けるようになった。この他の見所として、リャマやアルパカの農場が挙げられる。